# فيلي لويس ساندز
فيلي لويس ساندز (بالإنجليزية: Willie Louis Sands)‏ هو قاضي ومحامي أمريكي، ولد في 1949 في Bradley, Georgia ‏ في الولايات المتحدة.